# Каубі (Ляене-Сааре)
Ка́убі (ест. Kaubi küla) — село в Естонії, у волості Ляене-Сааре повіту Сааремаа.

## Населення
Чисельність населення на 31 грудня 2011 року становила 62 особи.

## Географія
Каубі межує з іншими селами: Койдула, Ейкла та Кесквере. Через село проходить автошлях 124 (Лаадьяла — Кар'я). Від села починається дорога 125 (Ейкла — Луссу).

## Історія
До 12 грудня 2014 року село входило до складу волості Каарма.